# Петшеёвице
Петшеёвице (пол. Pietrzejowice) — село в Польше в сельской гмине Коцмыжув-Любожица Краковского повета Малопольского воеводства

## География
Село располагается в 19 км от административного центра воеводства города Краков.
В 1975—1998 годах село входило в состав Краковского воеводства.

## Население
По состоянию на 2013 год в селе проживало 373 человека.
| 2010 | 2013 |
| ---- | ---- |
| 361  | 373  |

| Перепись  | Всего   | Всего | Женщины | Женщины | Мужчины | Мужчины |
| --------- | ------- | ----- | ------- | ------- | ------- | ------- |
| Единицы   | человек | %     | человек | %       | человек | %       |
| Население | 373     | 100   | 185     |         | 188     |         |